# Arema Cronus
El Arema Football Club es un equipo de fútbol de Indonesia que juega en la Liga Indonesia, la liga de fútbol más importante del país.

## Historia
Fue fundado en 1987 en la ciudad de Malang, al este de Java por una iniciativa de Acub Zaenal, fundador del Galatama y cuenta también con un equipo en la ISL, la segunda división de Indonesia.
Tiene como principal rival al Persebaya Surabaya, duelo conocido como Derby de la Antigua Indonesia, o llamado también el Derby del Este de Java.

## Palmarés
- Piala Galatama: 0
  - Subcampeones: 1

1991-92
- Galatama: 1

1992-93
- Primera División de Indonesia: 1

2004
- Piala Indonesia: 2

2005, 2006
- - Subcampeones: 1

2010
- Liga Indonesia: 1

2009-10
- - Subcampeones: 1

2010-11, 2013

## Participación en competiciones de la AFC
- Copa de Clubes de Asia: 1 aparición

1994 - Primera Ronda
- Champions League: 2 apariciones

2006 - Fracasó, no inscribió jugadores a tiempo
2007 - Fase de grupos
2011 - Fase de grupos
- Copa de la AFC: 1 aparición

2012 -
| Temporada | Competición            | Ronda            | Club                   | Casa | Visita |
| --------- | ---------------------- | ---------------- | ---------------------- | ---- | ------ |
| 1993-94   | Copa de Clubes de Asia | Preliminar       | Quảng Nam Đà Nẵng      | 1–0  | 2–1    |
| 1993-94   | Copa de Clubes de Asia | 1                | Thai Farmers Bank      | 2–2  | 1–4    |
| 2007      | Champions League       | Grupos           | Kawasaki Frontale      | 1–3  | 0–3    |
| 2007      | Champions League       | Grupos           | Chunnam Dragons        | 0–1  | 0–2    |
| 2007      | Champions League       | Grupos           | Bangkok University     | 1–0  | 0–0    |
| 2011      | Champions League       | Grupos           | Cerezo Osaka           | 0–4  | 1–2    |
| 2011      | Champions League       | Grupos           | Jeonbuk Hyundai Motors | 0–4  | 0–6    |
| 2011      | Champions League       | Grupos           | Shandong Luneng        | 1–1  | 0–5    |
| 2012      | Copa de la AFC         | Grupos           | Ayeyawady United       | 1–1  | 3–0    |
| 2012      | Copa de la AFC         | Grupos           | Navibank Saigon        | 6–2  | 1–3    |
| 2012      | Copa de la AFC         | Grupos           | Kelantan               | 1–3  | 0–3    |
| 2012      | Copa de la AFC         | Octavos de final | Kitchee                | –    | 2–0    |
| 2012      | Copa de la AFC         | Cuartos de final | Ettifaq                | 0–2  | 0–2    |
| 2014      | AFC Cup                | Grupos           | Selangor FA            |      |        |
| 2014      | AFC Cup                | Grupos           | Hanoi T&T              |      |        |
| 2014      | AFC Cup                | Grupos           | Maziya                 |      |        |

## Premios
- Premio al Mejor Equipo Tabloid Bola: 2

2006, 2007

## Entrenadores
|                                                  | \| Nombre \| Nacionalidad \| Periodo \| \| ------------------------------------------------ \| ------------ \| ---------------------------------------- \| \| Sinyo Aliandoe \| \| 1987-89 \| \| Andi M Teguh \| \| 1989-92 \| \| Muhammad Basri \| \| 1992-93, 2000 \| \| Gusnul Yakin \| \| 1993-94, 1995–96, 1997–98, 2003, 2008–09 \| \| Halilintar Gunawan \| \| 1994-95 \| \| Suharno \| \| 1996-97, 2011–12, 2014–15 \| \| Hamid Asnan \| \| 1998 \| \| Winarto \| \| 1998-99 \| \| Daniel Roekito \| \| 2001-02 \| \| Terry Weton \| \| 2003 \| \| Henk Wullems \| \| 2003 \| \| Benny Dollo \| \| 2004-06 \| \| Miroslav Janu \| \| 2006-07, 2010–11 \| \| Bambang Nurdiansyah \| \| 2008 (5 meses) \| \| Robert Alberts \| \| 2009-10 \| \| Milomir Seslija (IPL) Wolfgang Pikal (ISL) \| \| 2011-12 2011-12 \| \| Dejan Antonić (IPL) Joko Susilo (interino) (ISL) \| \| 2012- 2012- \| |                                          |
| Nombre                                           | Nacionalidad | Periodo                                  |
| Sinyo Aliandoe                                   | Bandera de Indonesia | 1987-89                                  |
| Andi M Teguh                                     | Bandera de Indonesia | 1989-92                                  |
| Muhammad Basri                                   | Bandera de Indonesia | 1992-93, 2000                            |
| Gusnul Yakin                                     | Bandera de Indonesia | 1993-94, 1995–96, 1997–98, 2003, 2008–09 |
| Halilintar Gunawan                               | Bandera de Indonesia | 1994-95                                  |
| Suharno                                          | Bandera de Indonesia | 1996-97, 2011–12, 2014–15                |
| Hamid Asnan                                      | Bandera de Indonesia | 1998                                     |
| Winarto                                          | Bandera de Indonesia | 1998-99                                  |
| Daniel Roekito                                   | Bandera de Indonesia | 2001-02                                  |
| Terry Weton                                      | Bandera de Australia | 2003                                     |
| Henk Wullems                                     | Bandera de los Países Bajos | 2003                                     |
| Benny Dollo                                      | Bandera de Indonesia | 2004-06                                  |
| Miroslav Janu                                    | Bandera de República Checa | 2006-07, 2010–11                         |
| Bambang Nurdiansyah                              | Bandera de Indonesia | 2008 (5 meses)                           |
| Robert Alberts                                   | Bandera de los Países Bajos | 2009-10                                  |
| Milomir Seslija (IPL) Wolfgang Pikal (ISL)       | Bandera de Bosnia y Herzegovina · Bandera de Austria | 2011-12 2011-12                          |
| Dejan Antonić (IPL) Joko Susilo (interino) (ISL) | Bandera de Serbia · Bandera de Indonesia | 2012- 2012-                              |

En Negrita aparecen los que ganaron la Liga Indonesia

## Jugadores destacados
| - Alex Stoikos (2000) - Han Young Kuk (2001) - Bruno Casmir (2007–08) - Emile Mbamba (2007–08) - Basile Essa Mvondo (2009) - Aaron Nguimbat (2008–09) - Pierre Njanka (2009–11) - Emaleu Serge (2005–09) - Francis Yonga (2005–06) - Landry Poulangoye (2009–10) - Souleymane Traore (2009) - Esaiah Pello Benson (2008) - Tarik El Janaby (2007) - Udo Fortune (2009) - Frank Bob Manuel (2001) | - Franco Hita (2005–06) - Joao Carlos (2004–07) - Junior Lima (2004–05) - Rivaldo Costa (2004–05) - Marcio Souza (2011–12) (Arema ISL) - Rodrigo Araya (1999–00), (2003) - Christian Céspedes (1998–99) - Patricio Morales (2007–09) - Julio Caesar Moreno (1996–97) - Jamie Rojas (2002) - Francisco "Pacho" Rubio (1999–00) - Juan Manuel Rubio (1996–00) - Esteban Guillén (2009-12) - Leontin Chitescu (2009) - Roman Golian (2011) |

## Jugadores Locales Destacados
| - Elie Aiboy (2007–08) - Ponaryo Astaman (2007–08) - I Putu Gede (1999–06) - Erol Iba (2004–06) - Hendro Kartiko (2007–08) - Kuncoro (1990s), (2001) | - Dominggus Nowenik (1980s-90s) - Singgih Pitono (1980s-90s) - Aris Budi Prasetyo (2004–06) - Ortizan Salossa (2007–08) - Aji Santoso (1987–95), (2002–04) - Nanang Supriadi (1993–05) | - Joko Susilo (1990s-03) - Sutaji (2003–08) - Mecky Tata (198's-90s) - Firman Utina (2005–06) - Charis Yulianto (1996–02) |

## Equipos Afiliados
- CS Visé
- Brisbane Roar FC

## Cuerpo Técnico 2011-12
- Entrenador: Dejan Antonic
- Asistente Entrenador: Abdulrahman Gurning
- Entrenador de Porteros: Hendri Kotto
- Doctor: Albert Rudyanto